# Friedrich Thießen
Friedrich Thießen (* 22. Juni 1957 in Bonn) ist ein deutscher Wirtschaftswissenschaftler. Er lehrt seit 1995 an der TU Chemnitz.
Thießen machte nach dem Abitur eine Ausbildung zum Bankkaufmann bei der Berliner Handels- und Frankfurter Bank.
Er schloss das Studium in Köln, Frankfurt und den USA als Diplom-Volkswirt ab. Er promovierte 1986 in Köln bei Hans Willgerodt und habilitierte sich 1994 in Frankfurt. Er ist ordentlicher Professor für Bankwirtschaft und Finanzierung an der TU Chemnitz.
Thießen publiziert zu den Themen Kapitalmarkt, internationale Finanzmärkte und Regionalökonomie. Er arbeitet als Gutachter für wissenschaftliche Einrichtungen, Behörden und politische Organisationen sowie an Gerichten.
Er ist verheiratet und hat drei Kinder.